# Tarrasa
Tarrasa (katalánsky Terrassa) je španělské město v autonomním společenství Katalánsko, v provincii Barcelona v comarce Vallès Occidental. Jedná se o čtvrté nejlidnatější město Katalánska. Žije zde přibližně 229 tisíc obyvatel.
Leží asi 30 km od Barcelony. Sousedí s obcemi Matadepera, Mura, Vacarisses, Sabadell, Castellar del Vallès, Sant Quirze del Vallès, Rubí, Ullastrell, Viladecavalls a Vacarisses.

## Památky
- Capella de Mossèn Homs
- Escola Donya Magdalena
- Santa Margarida del Mujal

## Fotogalerie

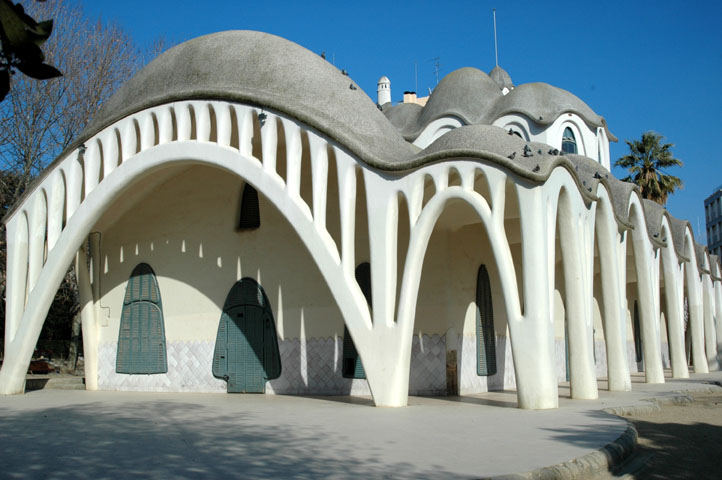
Masia Freixa de Terrassa
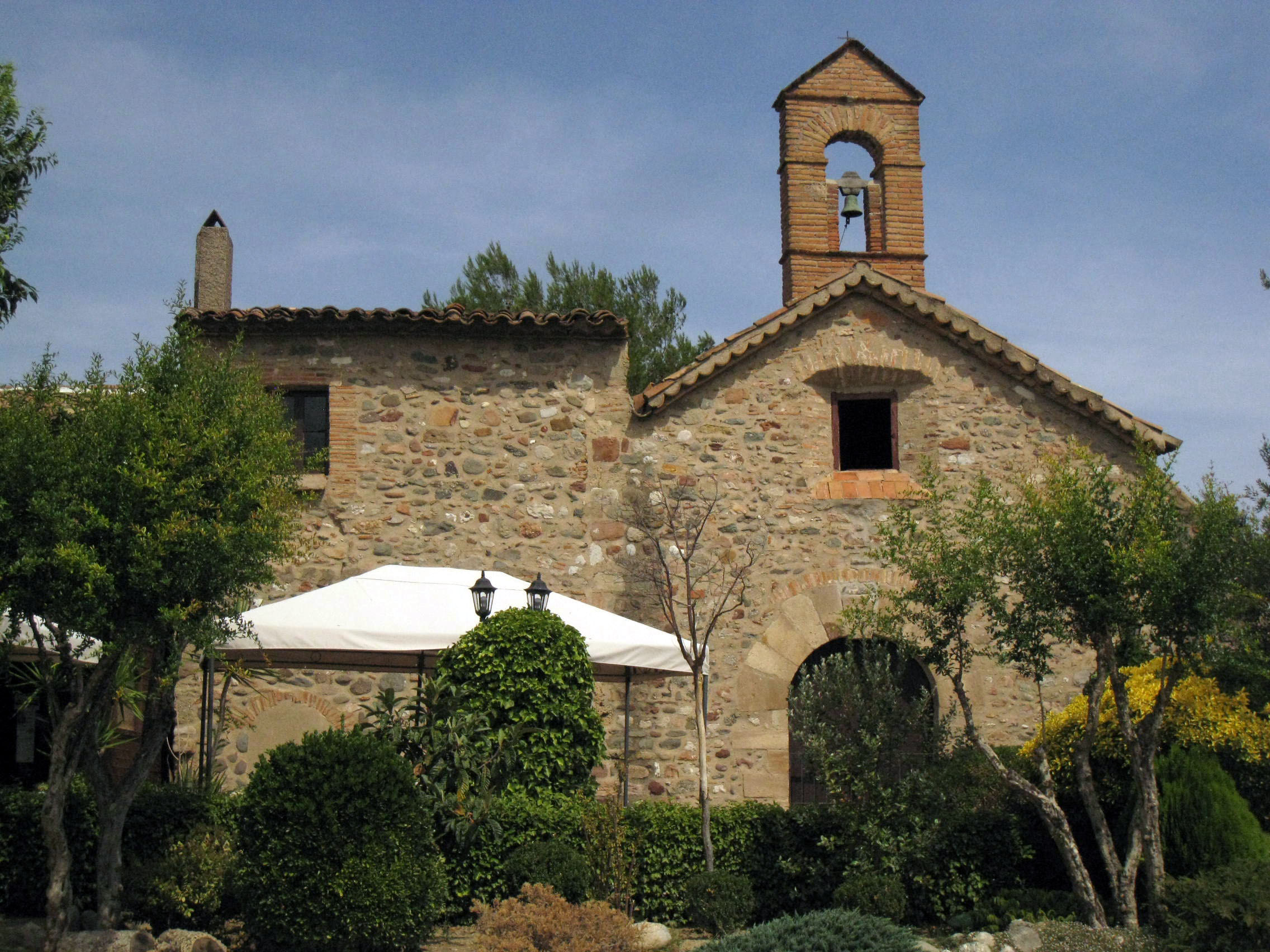
Kaple sv. Markéty
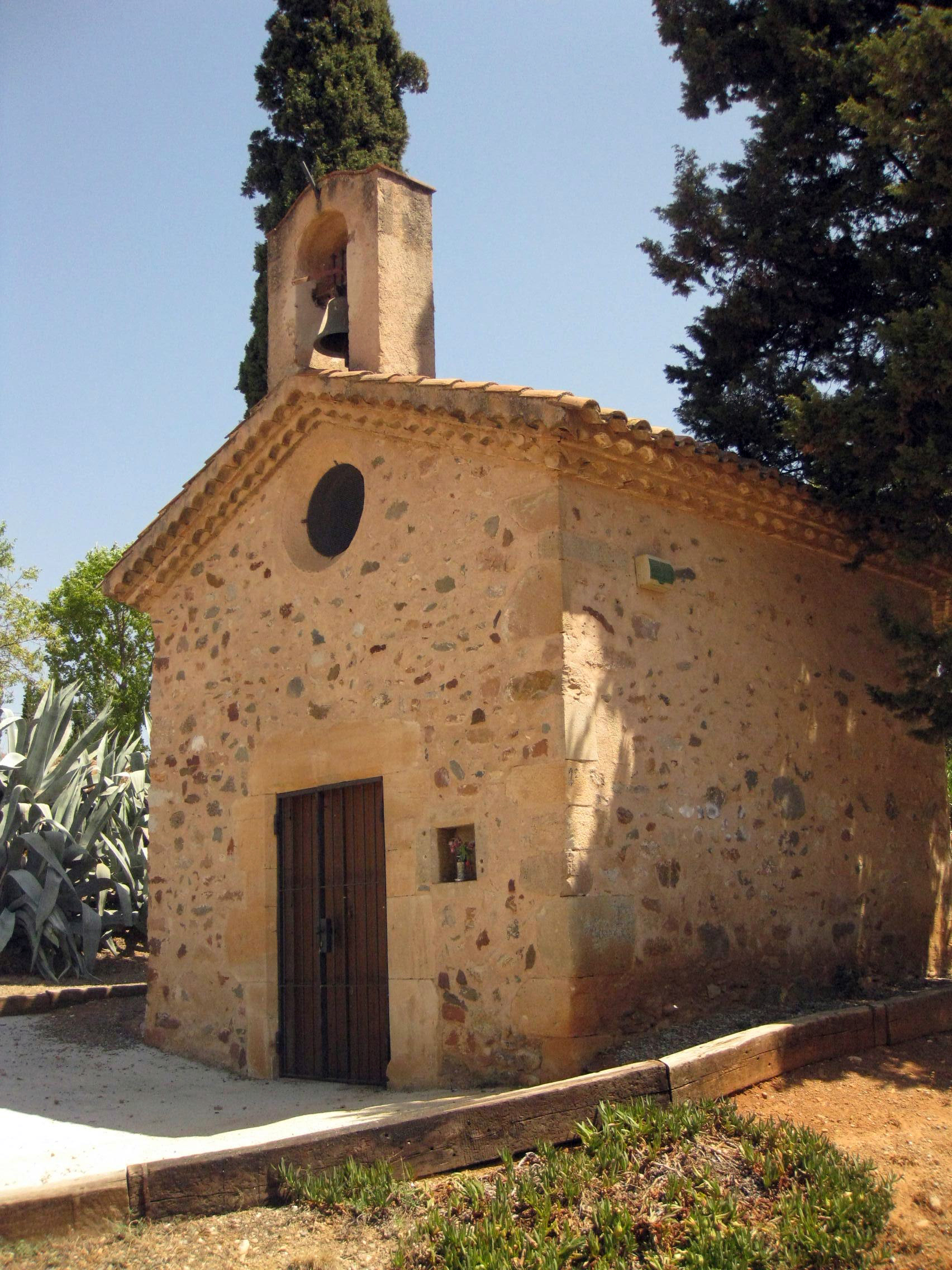
Kaple Mossèn Homs